# Чесак Григорій Сергійович
 Чесак Григорій Сергійович  (1922 — 1987) — командир танка «Т-34» 1-го батальйону 61 гвардійської танкової бригади 10-го гвардійського танкового корпусу (4-а танкова армія, 1-й Український фронт), гвардії лейтенант Герой Радянського Союзу , почесний громадянин міста Волочиськa.

## Біографія
Народився 1 січня 1922 року в селі Шура-Бондурівська Дашівського району (1920—1959) (нині — Гайсинський район Вінницької області) в сім'ї селянина. Українець. Член ВКП (б) /КПРС з 1945 року. Закінчив гірничопромислове училище. Працював механіком на шахті в місті Макіївка.
У червні 1941 року був призваний у Червону Армію. Навесні 1943 року закінчив Орловське бронетанкової училище імені М. В. Фрунзе, евакуйоване на той час у Майкоп, і отримав призначення в формований 30-й Уральський добровольчий танковий корпус. Бойове хрещення молодий танкіст прийняв у липні 1943 року в боях на Курській дузі в складі 197-ї Свердловської танкової бригади. Брав участь у визволенні рідної України. Особливо відзначився в ході Проскурівсько-Чернівецької операції навесні 1944 року.
На початку березня 1-й батальйон, прорвавшись у тил противника, звільнив станцію Волочиськ, перерізавши шосейну дорогу та залізницю Проскурів — Тернопіль. Танк гвардії лейтенанта Чесака знаходився в засідці на перехресті доріг на підступах до станції. На світанку 8 березня на їхню позицію вийшла колона з 9 важких танків «Тигр». Незважаючи на перевагу, на «Т-34» була 76-мм гармата, танкісти прийняли бій. Уміло маневруючи, використовуючи природні укриття, екіпаж, щоразу змінюючи позицію, підбив по черзі три гітлерівських танка. Решта повернули назад. За цей бій екіпаж танка був нагороджений орденами, а командир був представлений до геройського звання.
Указом Президії Верховної Ради СРСР від 24 травня 1944 року за зразкове виконання завдань командування і проявлені мужність і героїзм у боях з німецько-фашистськими загарбниками гвардії лейтенанту Чесака Григорію Сергійовичу присвоєно звання Героя Радянського Союзу з врученням ордена Леніна і медалі «Золота Зірка».
Він став першим Героєм Радянського Союзу не тільки в Свердловській танковій бригаді, а й в усьому Уральському добровільному корпусі. Після війни продовжував службу в армії. У 1956 році закінчив Військову академію бронетанкових військ. З 1959 року підполковник Чесак — у запасі. Працював інженером на Кіровському заводі і помер у Ленінграді 11 вересня 1987 року. За його заповітом урна c прахом з міста Ленінграда була перевезена в Волочиськ, де був похований із усіма належними почестями

## Документи
- Герой Радянського Союзу медалі «Золота Зірка». Подвиг народу (база даних). Архів оригіналу за 29 липня 2012. Процитовано 9 квітня 2016.
- Перелік нагород (рос) . Архів оригіналу за 28 листопада 2020. Процитовано 9 квітня 2016.
- Орден Вітчизняної війни 1 ступеня (06.04.1985) . Подвиг народу (база даних). Архів оригіналу за 29.07.2012. Процитовано 09.04.2016.